# Prislav
Prislav, cunoscut și sub formele Pereiaslaveț (Переяславец; forma slavă orientală) și Preslaveț (Преславец; forma bulgară) dar și Teodoropol a fost un oraș medieval bizantin și temporar bulgar, centru comercial important situat la gurile Dunării în anii '60 ai secolului al X-lea. Numele orașului este derivat din cel al capitalei bulgare de la acea vreme, Preslav, și înseamnă Micul Preslav (în greaca bizantină: ). În greacă, el a fost, de asemenea, cunoscut sub numele de Presthlavitza (Πρεσθλαβίτζα).

## Poziție
Poziția sa exactă este discutabilă din cauza lipsei unor surse de încredere. El a fost presupus a fi în regiunea Silistra (în satul Malăk Preslaveț) și pe un ostrov situat între Hârșova și Cernavodă.
Săpăturile arheologice au identificat Pereiaslaveț-ul în apropierea satului Nufăru, România (cunoscut sub numele de Prislav până în 1968), pe brațul Sfântu Gheorghe al Dunării, la doar 11 km est de Tulcea.

## Istoric
Centru comercial înfloritor al Primului Țarat Bulgar, el a fost cucerit de cneazul vareg Sveinald zis și Sviatoslav al Rusiei Kievene în anul 968 (vezi invadarea Bulgariei de către Sviatoslav). În timpul absenței din oraș a lui Sviatoslav de după Asediul Kievului (968), o parte a cetățenilor s-a răsculat și a deschis poarta oștilor bulgare. Potrivit lui Vasili Tatișcev, guvernatorul lui Sviatoslav a reușit să fugă.
La întoarcerea sa în Bulgaria, Sviatoslav a înăbușit repede revolta și, spre nemulțumirea mamei și a rudelor sale, a mutat capitala de la Kiev la Prislav. Conform Cronicii vremurilor trecute (informația sa pentru anul 969), Sviatoslav a explicat curtenilor săi că Pereiaslaveț este centrul pământurilor sale, unde „toate bogățiile vor curge: aur, mătase, vin și diferite fructe din Grecia, argint și cai din Ungaria și Boemia, precum și blănuri, ceară, miere și sclavi din Rusia”.
Doi ani mai târziu, în 971, orașul a căzut sub stăpânirea bizantinilor care invadaseră Bulgaria. Împăratul Ioan I Tzimiskes (969-976) l-a redenumit Teodoropol (în onoarea lui Teodor Stratilat - sfântul căruia bizantinii i-au închinat victoria asupra rușilor de la Drâstor) și au amplasat aici o garnizoană. Teodoropol (Pereiaslaveț) a devenit centrul catepanatului (zonă militar-administrativă) Mesopotamia Vestică, condus de un catepan (sau strategos) bizantin, care apăra noua graniță nord-estică a Bizanțului împotriva rușilor și pecenegilor. 
Mai târziu, în 991, orașul a fost revenit sub stăpânirea bulgară a țarului Samuil, dar în anul 1001 a fost cucerit din nou de generalii bizantini Nichifor Xiphias și Teodorocan. A rămas un avanpost la Dunărea de Jos al statului bizantin până la invaziile cumanilor din anii '90 ai secolului al XI-lea.

## Mențiuni literare
Ruinele cetății Prislav sunt menționate în romanul Nicoară Potcoavă (1952) al lui Mihail Sadoveanu. Aflat la vadul Lipșei pentru a trece Nistrul, hatmanul Nicoară Potcoavă își amintește de o incursiune efectuată împreună cu cazacii zaporojeni de pe Pragurile Niprului. „Și pe țărmul dobrogean, la grădinile povârnite deasupra Dunării, în ruinile cetății Prislav, s-a aflat o comoară cu bani de aur și, împreună cu aurul, cele zece părți scrise de mână ale povestirii lui Heliodor.” Povestirea menționată este Teaghene și Haricleea, scrisă în limba greacă de Heliodor din Emesa, și a fost adusă de hatman la casa de la Zid Negru din Zaporojă, oșteanul desfătându-se cu citirea sa în zilele lungi de iarnă.